# Guido Winkmann
Guido Winkmann (Goch, 27 novembre 1973) è un arbitro di calcio tedesco.

## Carriera
Inizia la carriera di arbitro nel 2001 per la DFB. Nel 2004 viene promosso alla Seconda Lega per poi passare alla Bundesliga nel 2008. Il primo incontro arbitrato nella Bundesliga è stato il 16 agosto 2008 nella partita fra Energie Cottbus e Hoffenheim.

## Vita privata
Winkmann vive a Kerken ed è un poliziotto.